# Micromorphus alutaceus
Micromorphus alutaceus är en tvåvingeart som beskrevs av Negrobov 2000. Micromorphus alutaceus ingår i släktet Micromorphus och familjen styltflugor. Inga underarter finns listade i Catalogue of Life.